# Tommy Maxwell
Tommy Marshall Maxwell (Houston, 5 maggio 1947) è un ex giocatore di football americano statunitense che ha militato nel ruolo di cornerback nella National Football League (NFL).

## Carriera
Al college Maxwell giocò a football con i Texas A&M Aggies dal 1966 al 1968. Fu scelto nel corso del secondo giro (51º assoluto) del Draft NFL 1969 dai Baltimore Colts. Giocò con essi per due stagioni vincendo il Super Bowl V nel 1970 contro i Dallas Cowboys per 16-13. L'anno seguente passò agli Oakland Raiders dell'allenatore John Madden. Vi rimase fino al 1973, dopo di che passò agli Houston Oilers dove un grave infortunio al collo lo costrinse a chiudere la carriera.

## Palmarès
- Super Bowl : 1

Baltimore Colts: V
- American Football Conference Championship: 1

Baltimore Colts: 1970